# Plectroctena strigosa
Plectroctena strigosa är en myrart som beskrevs av Carlo Emery 1899. Plectroctena strigosa ingår i släktet Plectroctena och familjen myror. Inga underarter finns listade i Catalogue of Life.

## Bildgalleri

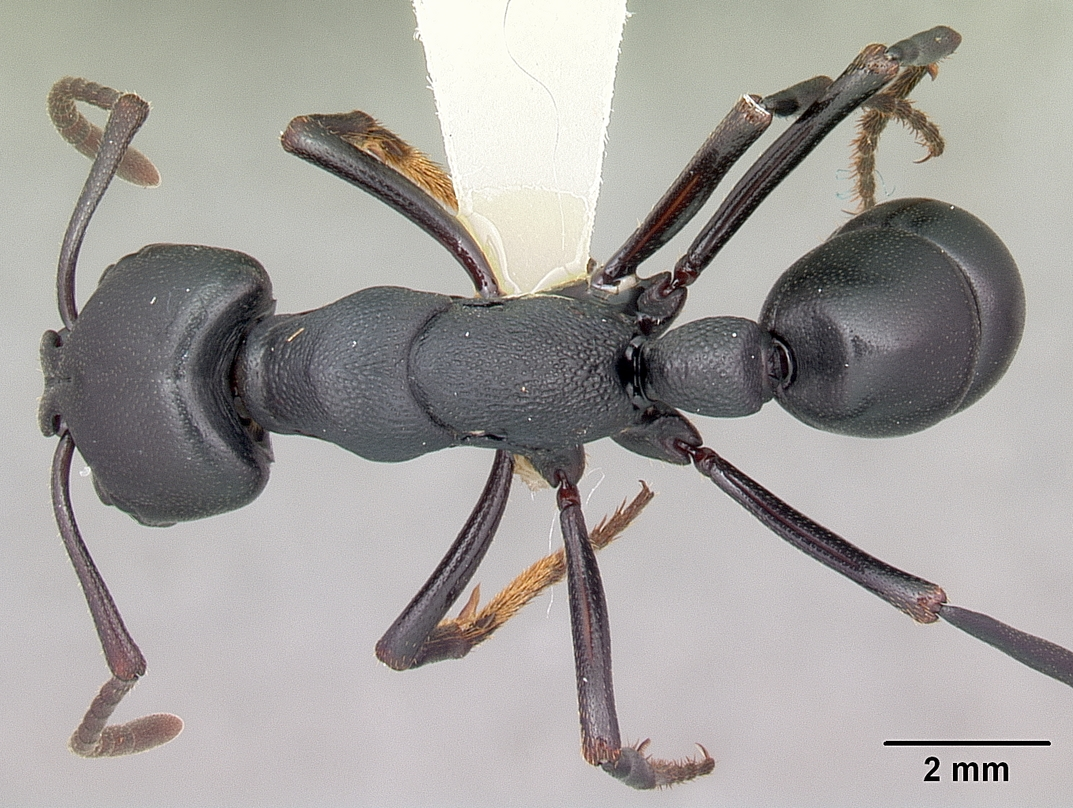
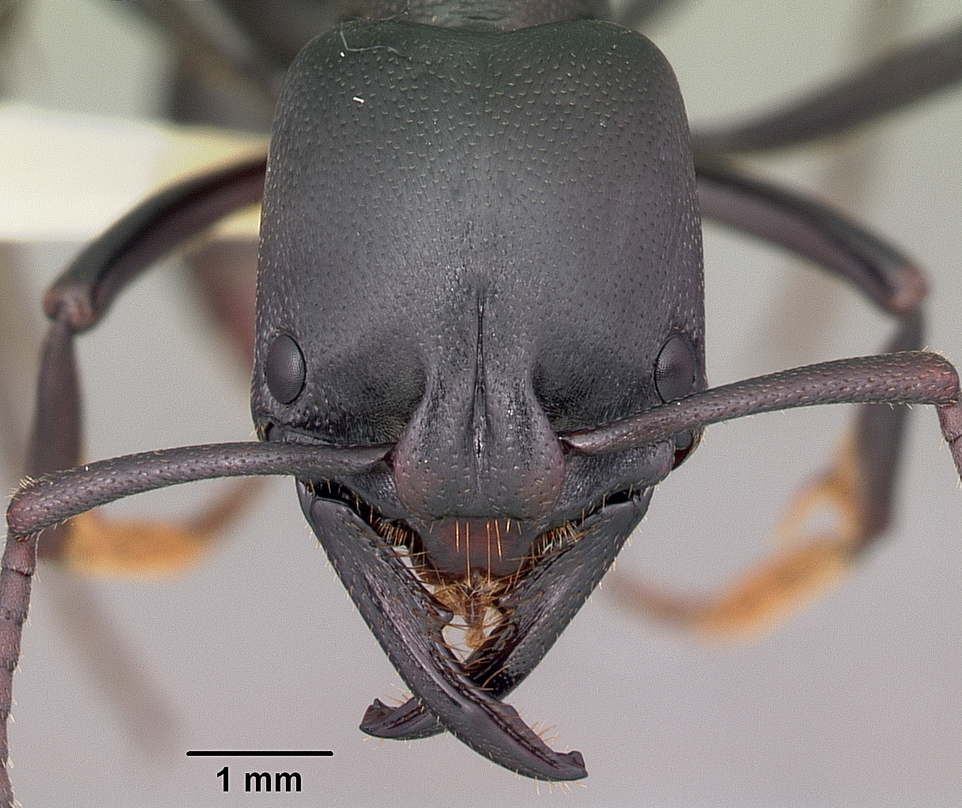
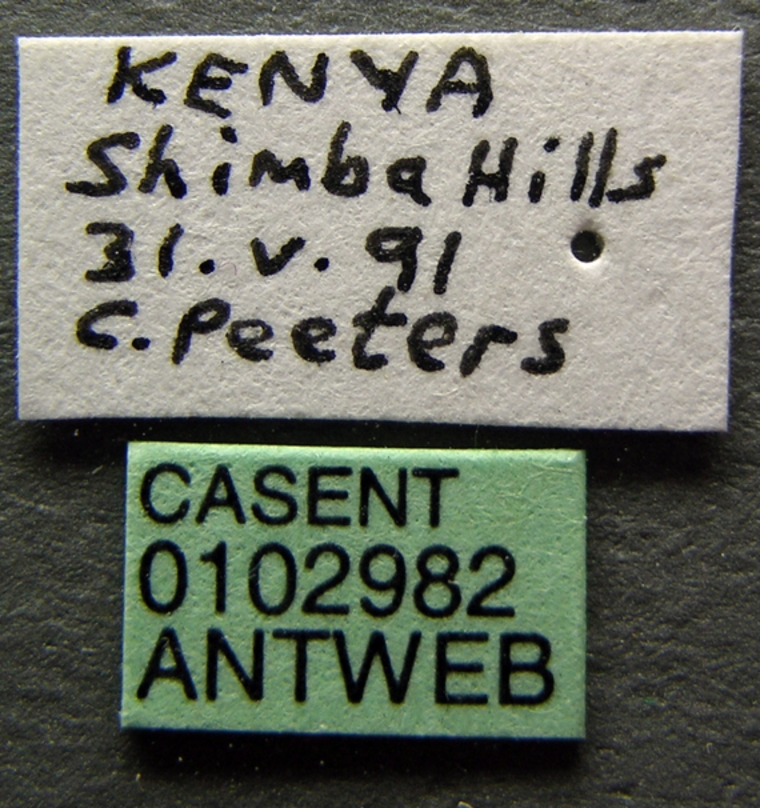
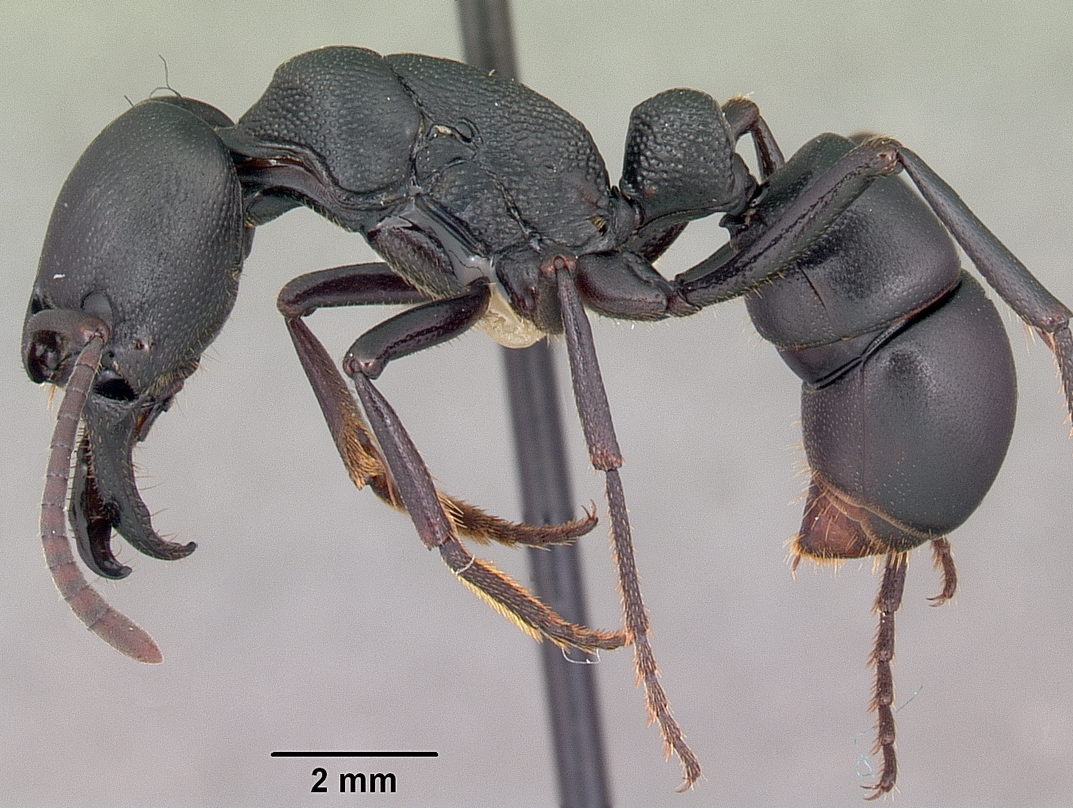
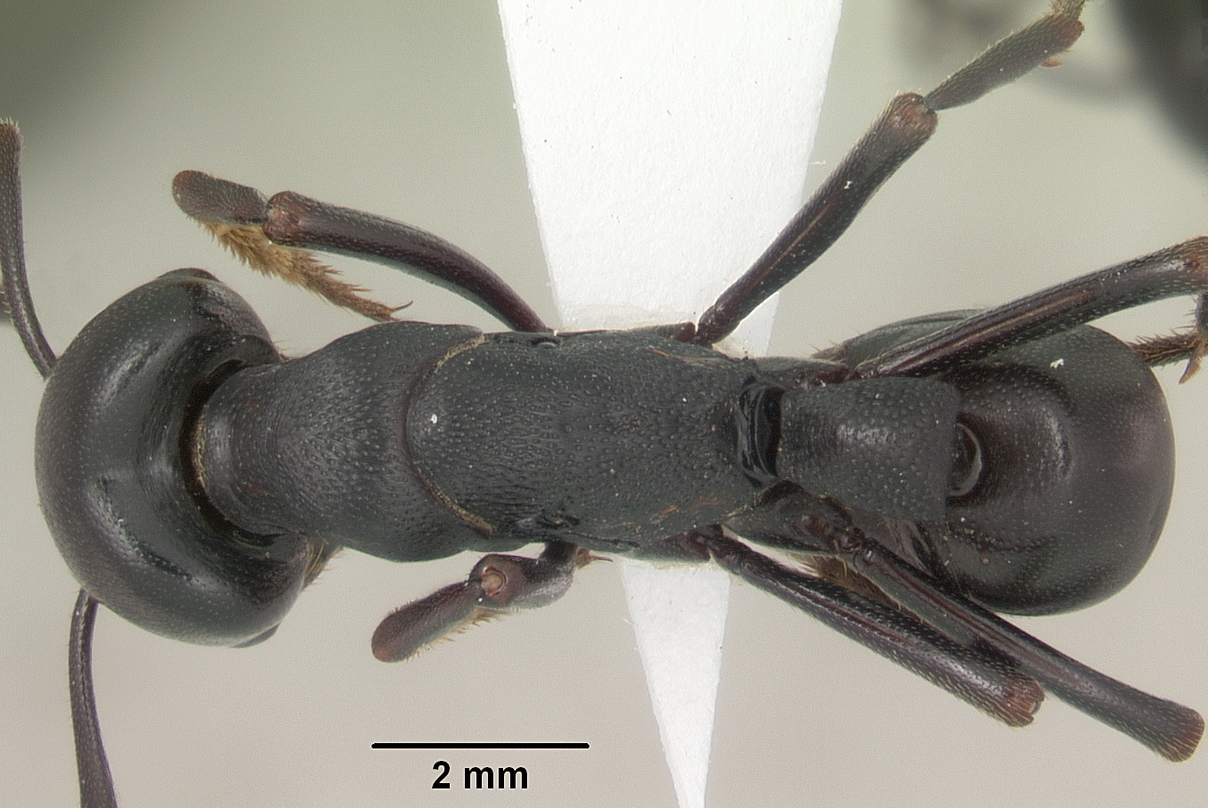
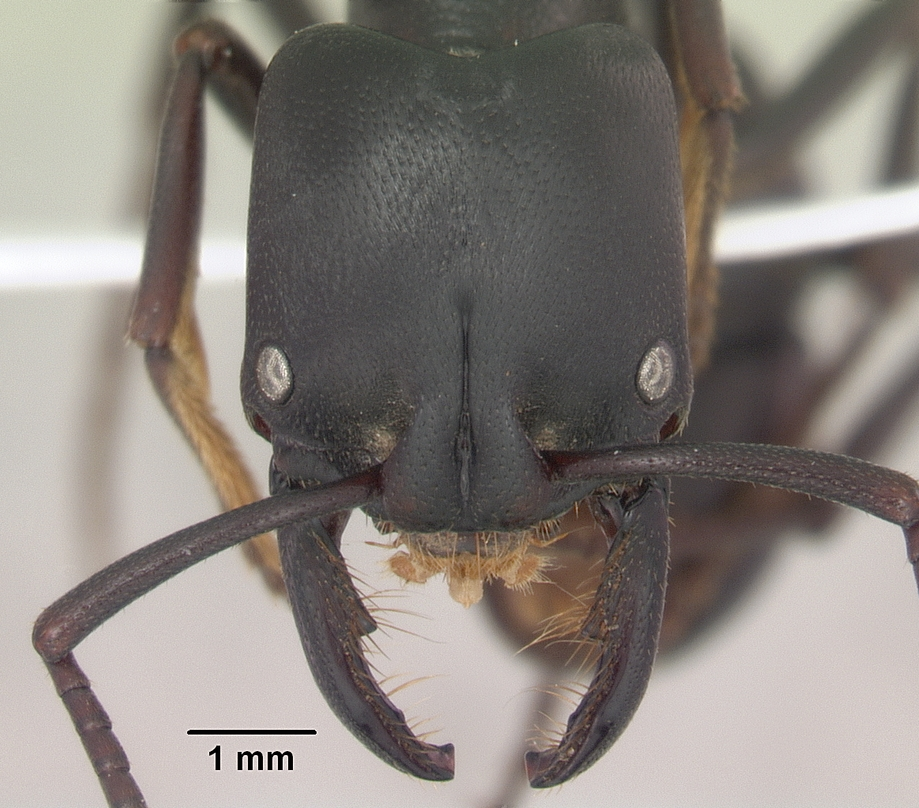